# Rose Potocki
Rose Potocki (Róża Potocki, puis Róża Branicka ; 1780 - Paris, 20 décembre 1862), fille de Stanislas Potocki et de Sophia Glavani est une dessinatrice et aquarelliste.

## Biographie

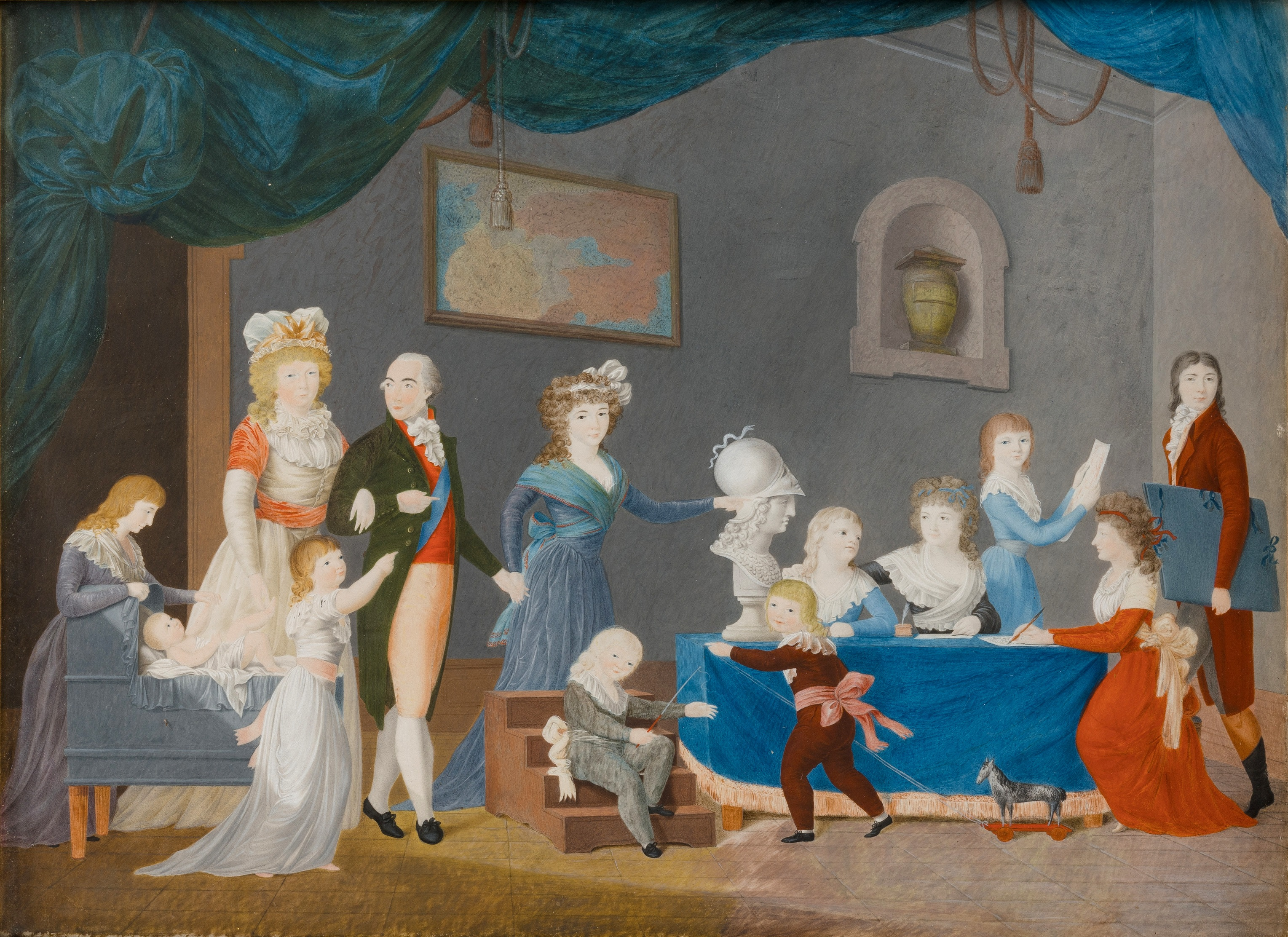
Avec ses parents, conservé au château de Łańcut.

Elle se marie avec Antoine Potocki, général polonais de qui elle divorçait en 1813. Artiste, deux tableau de sa main se trouvent au Musée national de Varsovie, un portrait de Sofia et un de Stanislas Potocki.
Après la mort de son second époux, elle part en France et achète le Château de Montrésor pour son fils Xavier. 
Elle meurt dans le 8e arrondissement de Paris le 20 décembre 1862.

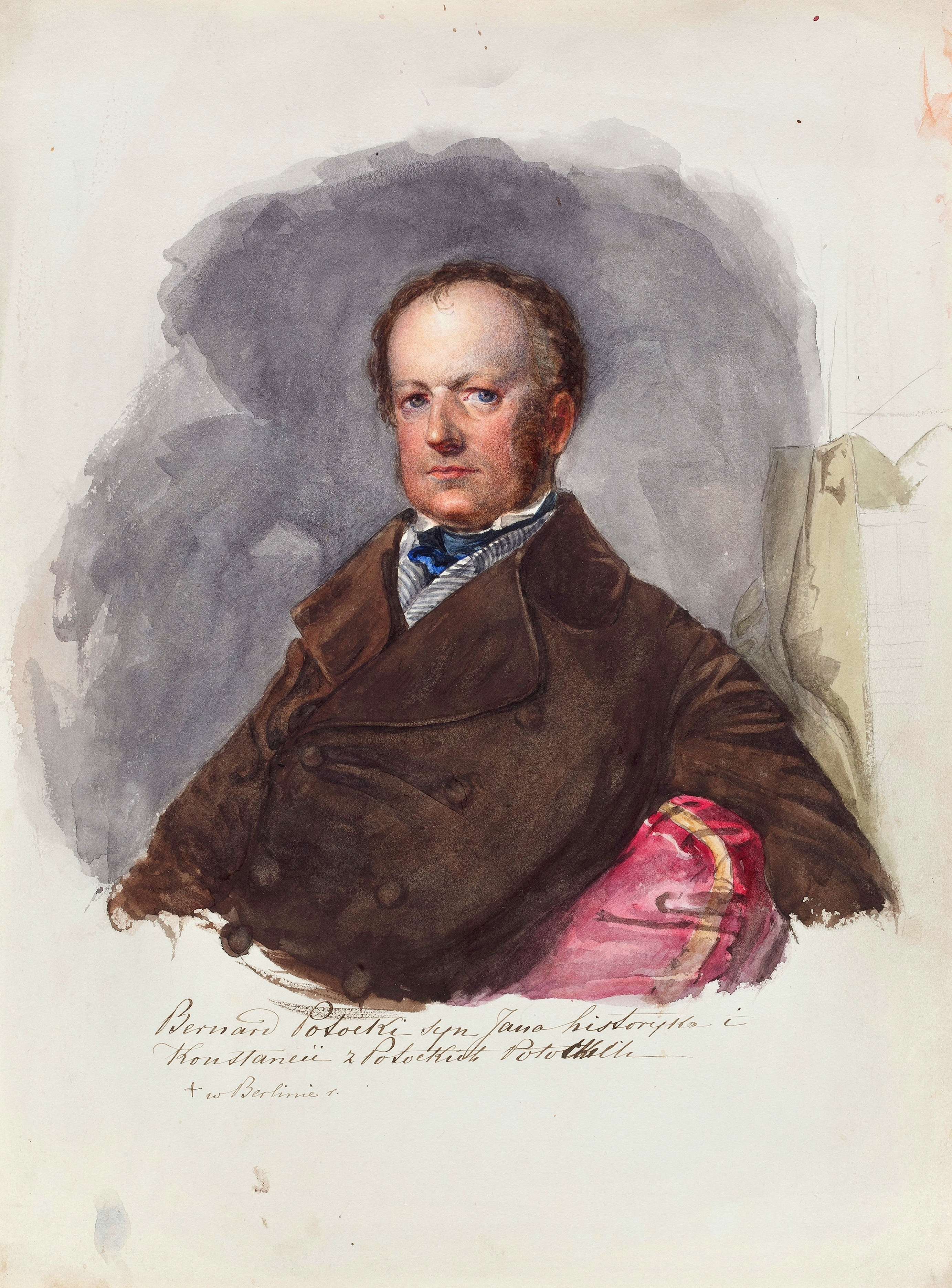
André Bernard Potocki de sa main.